# Huitième circonscription de la préfecture de Hyōgo
La huitième circonscription de la préfecture de Hyōgo (兵庫県第8区, Hyōgo-ken dai-hachi-ku) est l'une des douze circonscriptions législatives que compte la préfecture de Hyōgo au Japon.

## Description géographique
Depuis sa création, la huitième circonscription de la préfecture de Hyōgo correspond à la ville d'Amagasaki,.

## Députés
| Législature | Début de mandat | Fin de mandat | Député élu           | Parti politique | Parti politique |
| ----------- | --------------- | ------------- | -------------------- | --------------- | --------------- |
| 41e         | 1996            | 2000          | Tetsuzō Fuyushiba    |                 | Shinshintō      |
| 42e         | 2000            | 2003          | Tetsuzō Fuyushiba    |                 | Kōmeitō         |
| 43e         | 2003            | 2005          | Tetsuzō Fuyushiba    |                 | Kōmeitō         |
| 44e         | 2005            | 2009          | Tetsuzō Fuyushiba    |                 | Kōmeitō         |
| 45e         | 2009            | 2012          | Yasuo Tanaka         |                 | NPN             |
| 46e         | 2012            | 2014          | Hiromasa Nakano (ja) |                 | Kōmeitō         |
| 47e         | 2014            | 2017          | Hiromasa Nakano (ja) |                 | Kōmeitō         |
| 48e         | 2017            | 2021          | Hiromasa Nakano (ja) |                 | Kōmeitō         |
| 49e         | 2021            | 2024          | Hiromasa Nakano (ja) |                 | Kōmeitō         |
| 50e         | 2024            | -             | Hiromasa Nakano (ja) |                 | Kōmeitō         |